# Marco Borsato
Marco Roberto Borsato (Alkmaar, 21 de desembre de 1966) és un cantant i actor neerlandès. També era instructor al programa The Voice of Holland.
Al principi de la seva carrera, cantava en italià, però va tenir èxit a partir del 1994 amb cançons en neerlandès.

## Discografia
- Emozioni (1990)
- Sento (1991)
- Giorno per giorno (1992)
- Marco (1994)
- Als geen ander (1995)
- De Waarheid (1996)
- De bestemming (1998)
- Luid en duidelijk (2000)
- Onderweg (2002)
- Symphonica in Rosso (2006)
- Borsato-Box] (2007)
- Wit Licht (2008)
- Wit Licht Live (2009)
- Dromen durven delen (2010)
- Dromen durven delen - 3Dimensies live (2011)
- #1 (2011)
- Duizend spiegels (2013)